# 김약진 (고려)
김약진(金若珍, ? ~ 1082년)은 고려(高麗)의 문신이다.

## 생애
고려 문종 임금 시절이던 1052년에 음서로 천거되어 1056년 어사잡단 병부낭중(御史雜端 兵部郎中)을 시초로 정식 중앙 문관 관직을 지냈고 1082년 중서시랑 겸 평장사(中書侍郎 兼 平章事)를 끝으로 관직에서 은퇴 후 같은 해 1082년에 병사하였다.